# Sistema de Automatización de la Explotación de Trenes

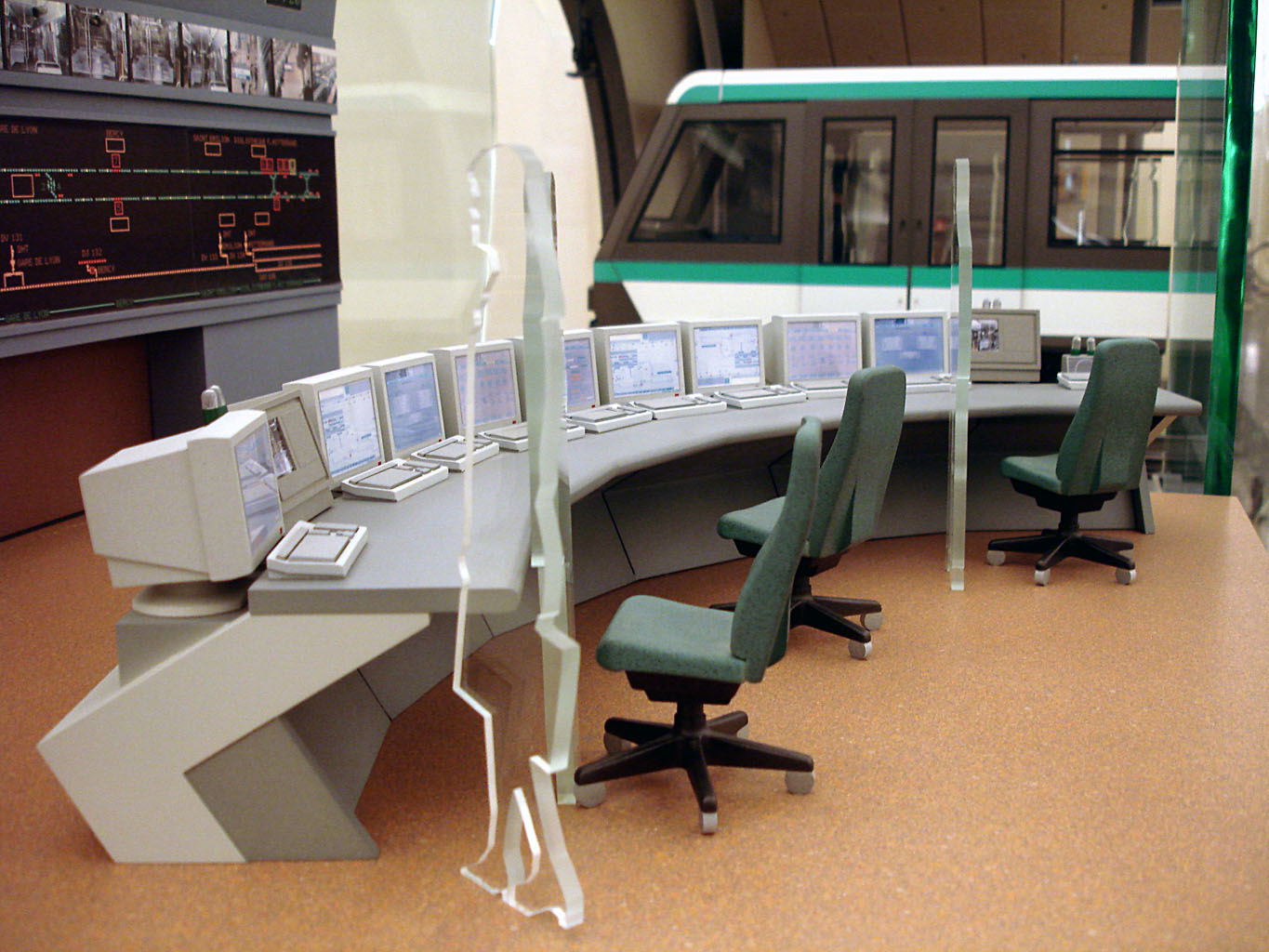
Punto de control de la línea 14 del metro de París.

El Sistema de Automatización de la Explotación de Trenes (SAET) es el nombre de un sistema de automatización integral utilizada por la RATP parisina para la explotación de trenes en la línea 1 y la línea 14 del metro de París.

## Historia
El SAET fue desarrollado a mediados de los años 90 en el contexto de la creación de la línea 14 del metro de París. El proyecto preveía la creación de una línea completamente automática. La construcción de los sistemas de automatización fue atribuida por la RATP a Matra Transportation Systems, por entonces filial de Matra y Siemens, que concibió el sistema por completo. La RATP, responsable del proyecto, aseguró de la validez del sistema SAET en cuanto seguridad ferroviaria y ha vigilado el respeto a las especificaciones y las calidades del proyecto. Parte de los automatismos fueron desarrollados para el proyecto ARAMIS.
Las pruebas del SAET fueron realizadas sobre una base de ensayos especialmente creadas sobre la línea Petit Ceinture, línea ferroviaria de circunvalación de París abandonada en parte.
En su momento el software del SAET era uno de los mayores software de seguridad jamás desarrollados para un sistema ferroviario.
La RATP se encarga exclusivamente del mantenimiento del material rodante y de las instalaciones del SAET.

## Funcionamiento
SAET autoriza un espaciamiento entre trenes de 85 segundos. SAET permite adaptar en tiempo real el nivel de servicio al de la demanda, y por lo tanto de responde a un incremento repentino de viajeros, independientemente del horario, por la entrada en la línea de trenes suplementarios.
Las dos grandes particularidades del SAET que le distinguen de sistemas cerrados como el VAL son la mezcla del tráfico y la no polarización de los trenes. La mezcla del tráfico permite hacer circular en una misma línea simultáneamente trenes de conducción automática y trenes de conducción manual o semiautomática. Esta posibilidad es puesta en marcha durante la automatización de la línea 1 del metro de París, cuando las ramas MP 89 CC y MP 09 cohabitaron durante el periodo de transición. La no polarización de los trenes permite que los trenes puedan circular por una misma vía en ambos sentidos, por lo que no hay que tener en cuenta el sentido de una rama antes de introducirla en la línea.
El SAET permite estacionar las ramas en los andenes al finalizar el servicio, lo que hace que una línea de este tipo pueda abrirse a la misma hora en todos los tramos, y no cuando llegue un tren que sale desde el depósito. En ocasiones es necesario desplazar todos los trenes al depósito si se necesitan las vías para otro propósito, como el mantenimiento y la circulación de material histórico.
El SAET permite también telecomunicaciones seguras. Los telecomandos son utilizados en modo de explotación degradado en caso de incidente de explotación. Estos comandos permiten por ejemplo imponer a los trenes limitaciones temporales de la velocidad en algún tramo.

## Especificaciones técnicas
SAET se compone de seis grandes sistemas diferentes:
- Conducción automática con equipos a bordo y en la vía
- Puesto de mando centralizado
- La señalización que asegura la seguridad de las circulaciones en esta línea
- El control de tracción que vigila la distribución de corriente eléctrica en la línea
- El pretil de los andenes, que protege a los usuarios de la vía
- Los medios audiovisuales, incluyendo las cámaras a bordo, las cámaras en las estaciones y los interfinis, todos conectados con el puesto de mando

Para la conducción automática de los trenes SAET usa sistemas digitales, como los empleados por la línea D del metro de Lyon: el procesador principal de SAET, programado en 48 bits es el elemento central de la conducción automática. Utiliza la seguridad probabilistica, a diferencia del modelo VAL basado sobre la seguridad intrínseca. El conjunto de controladores son redundantes y los circuitos de conducción son diferentes a los circuitos de información a los viajeros, lo que permite en caso de avería del sistema de conducción comunicarse con los viajeros.